# Thomas Keith
Thomas Keith, MD, LL.D., FRCS (27. května 1827, St Cyrus, Aberdeenshire, Skotsko, Spojené království - 9. října 1895, Londýn) byl skotský lékař a amatérský fotograf působící ve Viktoriánském období. Byl jedním ze sedmi synů Dr. Alexandra Keitha, jednoho z ministrů, který spoluzaložil Nonkonformistickou skotskou církev (1791–1880), jeho matka byla Jane Blaikieová (1793-1837), sestra sira Thomase Blaikieho, skotského soudce. Tři bratři Thomase Keitha provozovali také lékařskou profesi.

## Život a dílo
Vystudoval střední školu v Aberdeenu, následně umění na Marischal College a v roce 1845 získal vzdělání v medicíně v Edinburghu. Byl autorem novinek jak v chirurgii tak i ve fotografii. Získal kvalifikaci v chirurgii na University of Edinburgh, po kterém se odstěhoval do Turína, v roce 1851 se opět vrátil do Edinburghu.
Se svým bratrem propagovali použití chloroformu jako anestetikum. Byl také jedním ze zakládajících členů fotografické společnosti ve Skotsku. Stal se prominentním gynekologem a specialistou na vaječníky a onemocnění dělohy. Byl blízkým přítelem Josepha Listera a byl jedním z prvních chirurgů, kteří představili Listerovy dezinfekční postupy ve své ordinaci.
Ve fotografii používal kalotypii. Jeho práce projevovala velkou uměleckou zručnost a zvládnutí chemických procesů. Často chodil na fotografické výlety po Edinburghu se svým švagrem Johnem Forbesem Whitem. Vzhledem k pracovnímu vytížení, způsobeným lékařskou praxí, fotografii po roce 1859 zanedbával, ale do té doby se mu podařilo vytvořit vzácný fotografický záznam Edinburghu devatenáctého století. Jeho snímky a negativy jsou uloženy v edinburské Ústřední knihovně, skotské národní portrétní galerii, Royal Scottish Academy, Národním muzeu fotografie, filmu a televize, Kanadském centru architektury, muzeu George Eastman House nebo centru Harry Ransom Center.
Jeho smrt brzy ráno ve středu 9. října 1895, po celoživotním boji s ledvinovými kameny, byla urychlena neustálým vystavením časným antiseptikům. Žil na Charles Street, Berkeley Square v Londýně a byl pohřben na Kensal Green Cemetery. Oženil se se slečnou Johnstonovou, první sestřenicí manželky Sira Jamese Younga Simpsona, a narodilo se jim šest dětí. Byl také lékařem lady Randolph Churchillové.
Přispěl četnými články o ovariotomii do Edinburgh Medical Journal a do British Medical Journal.

## Galerie

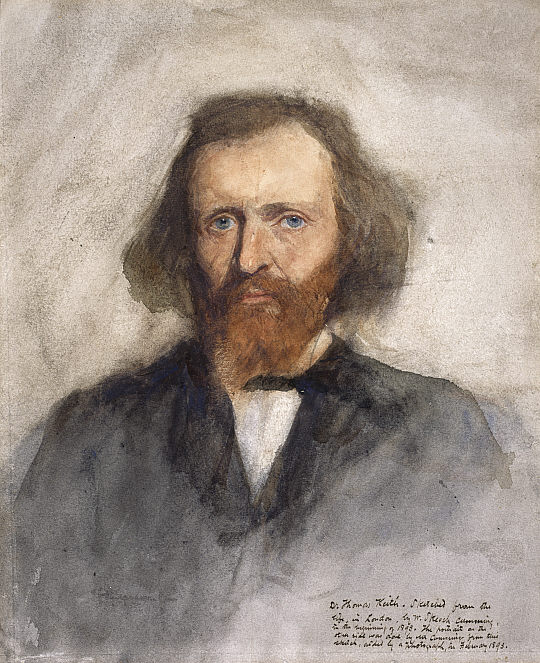
Thomas Keith, malba: William Skeoch Cumming
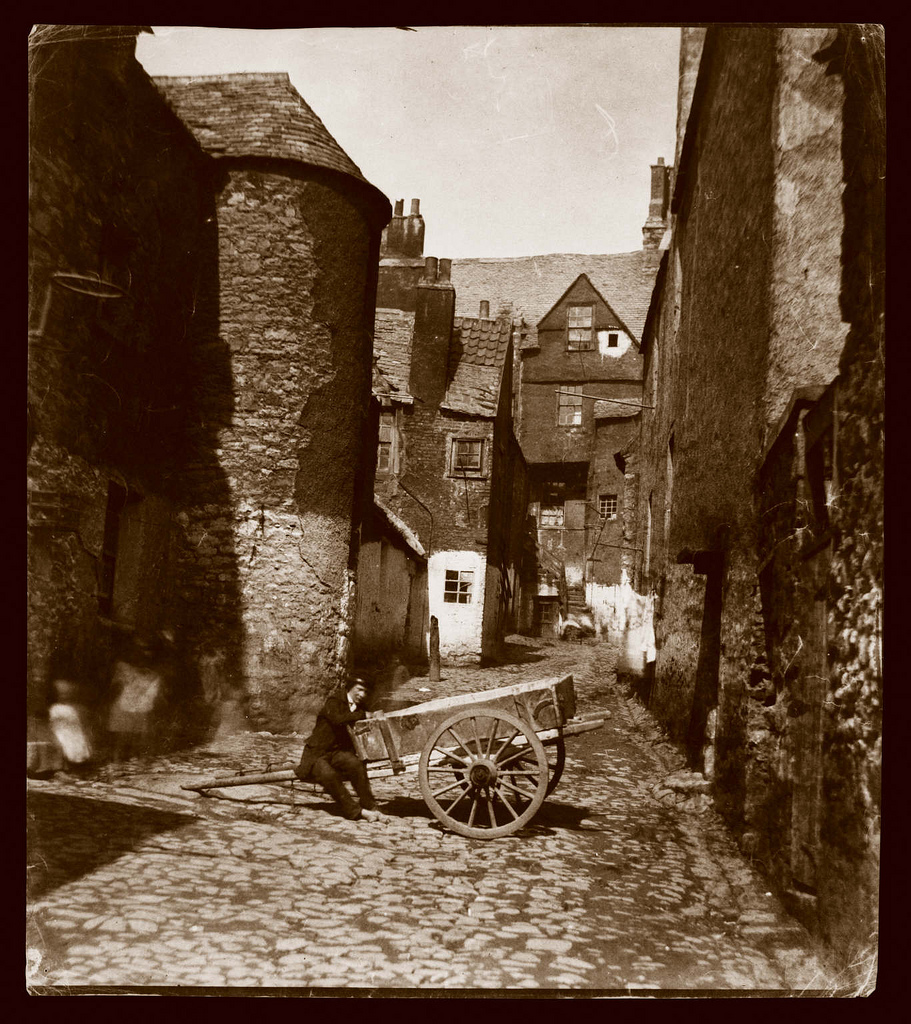
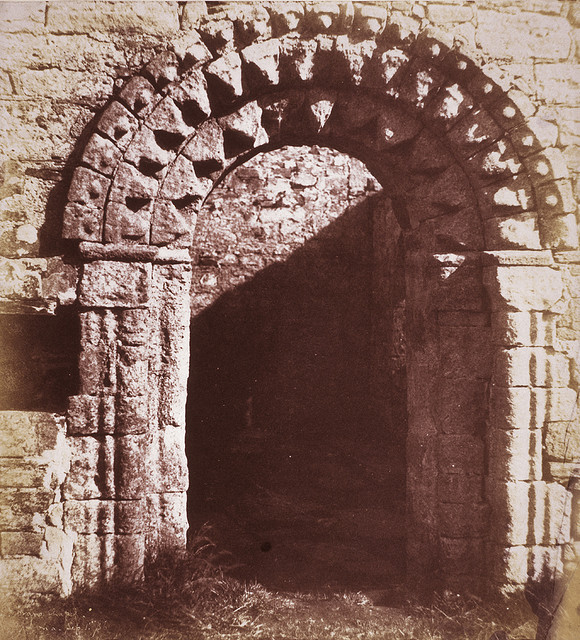
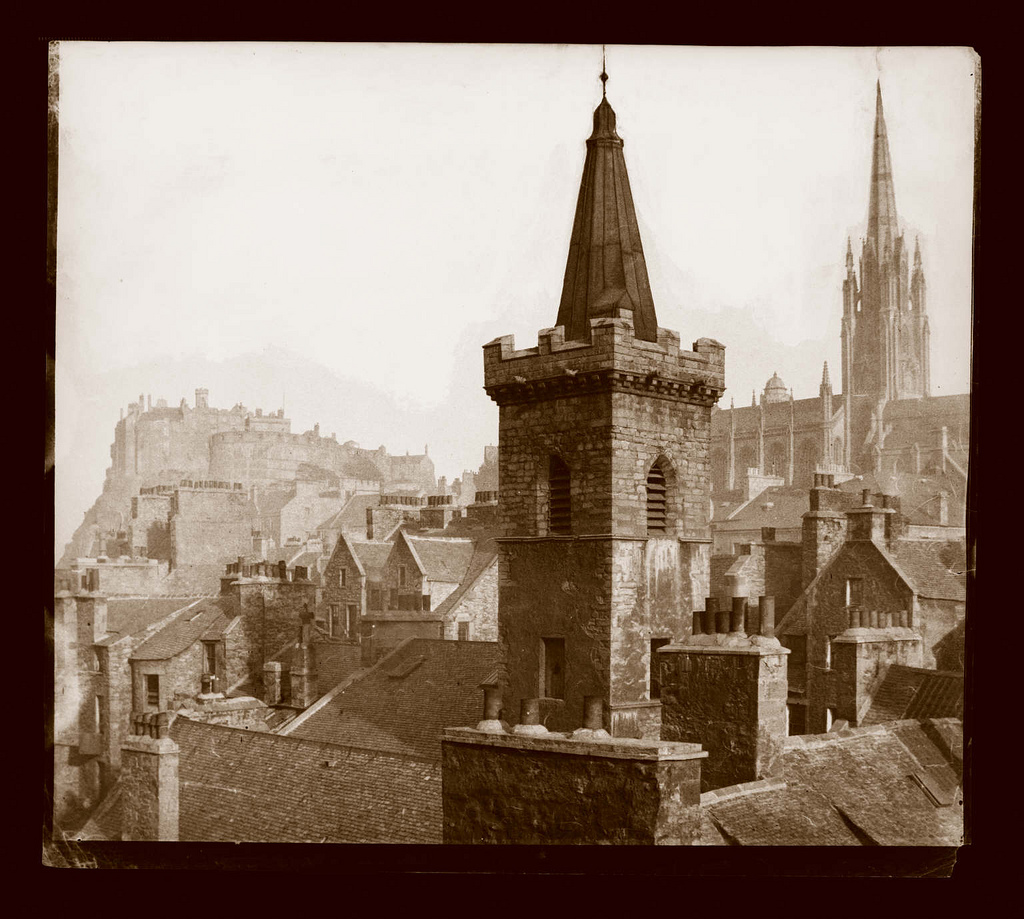
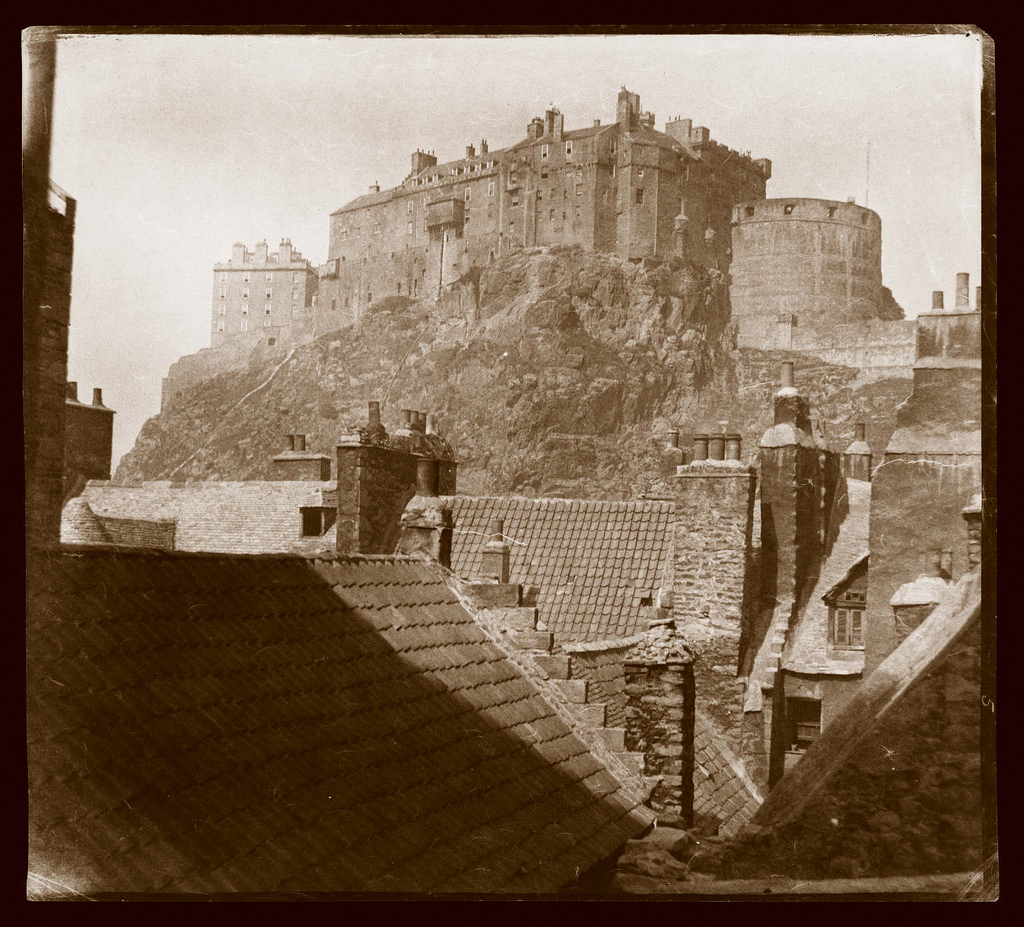
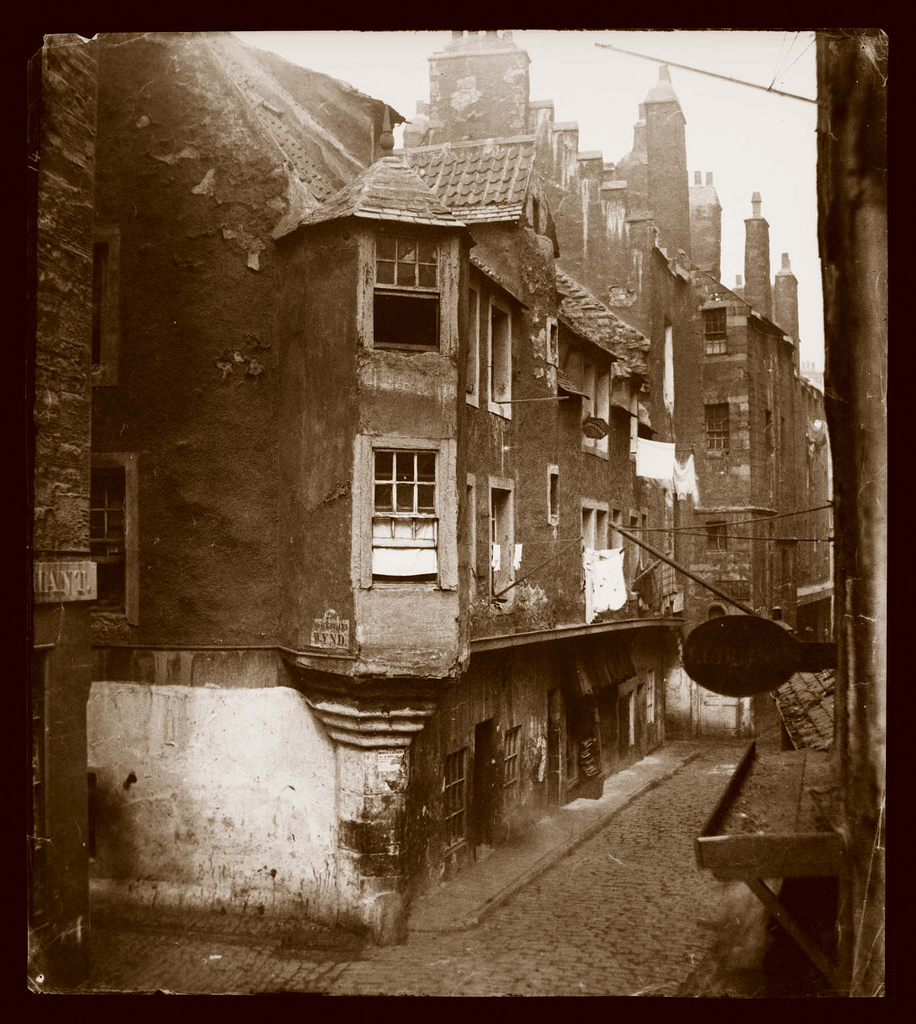
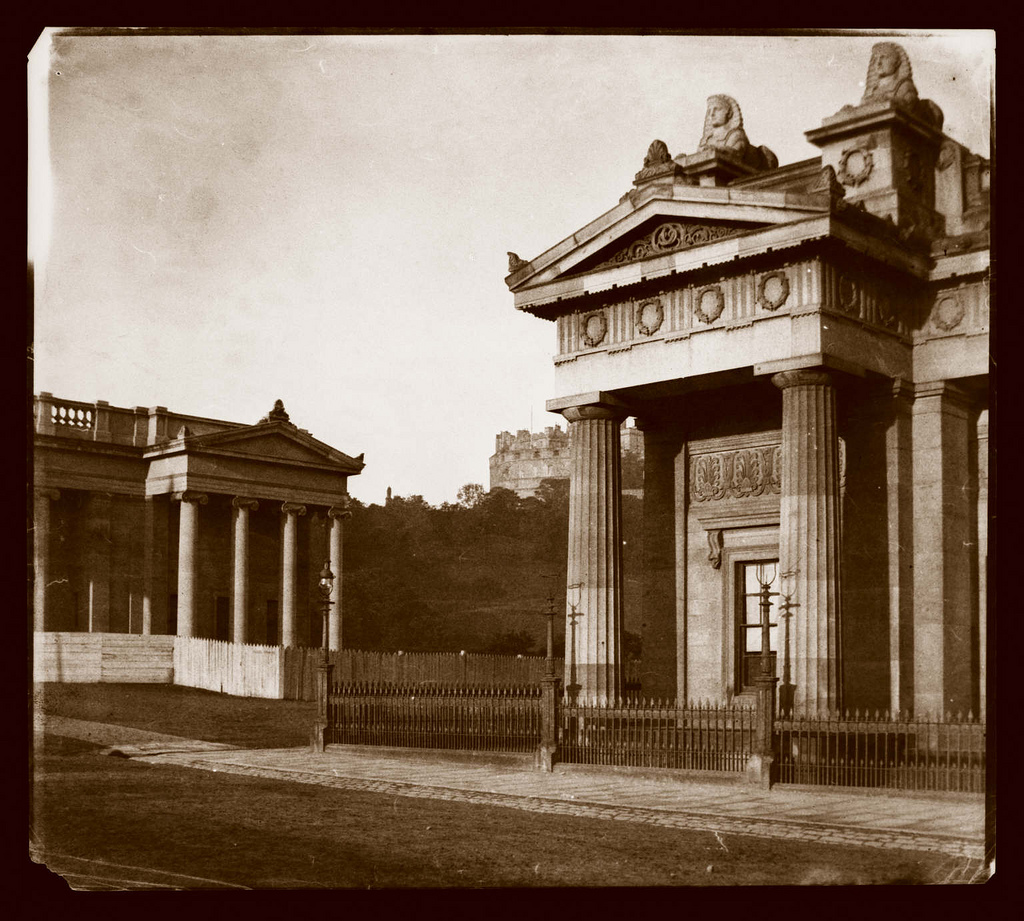
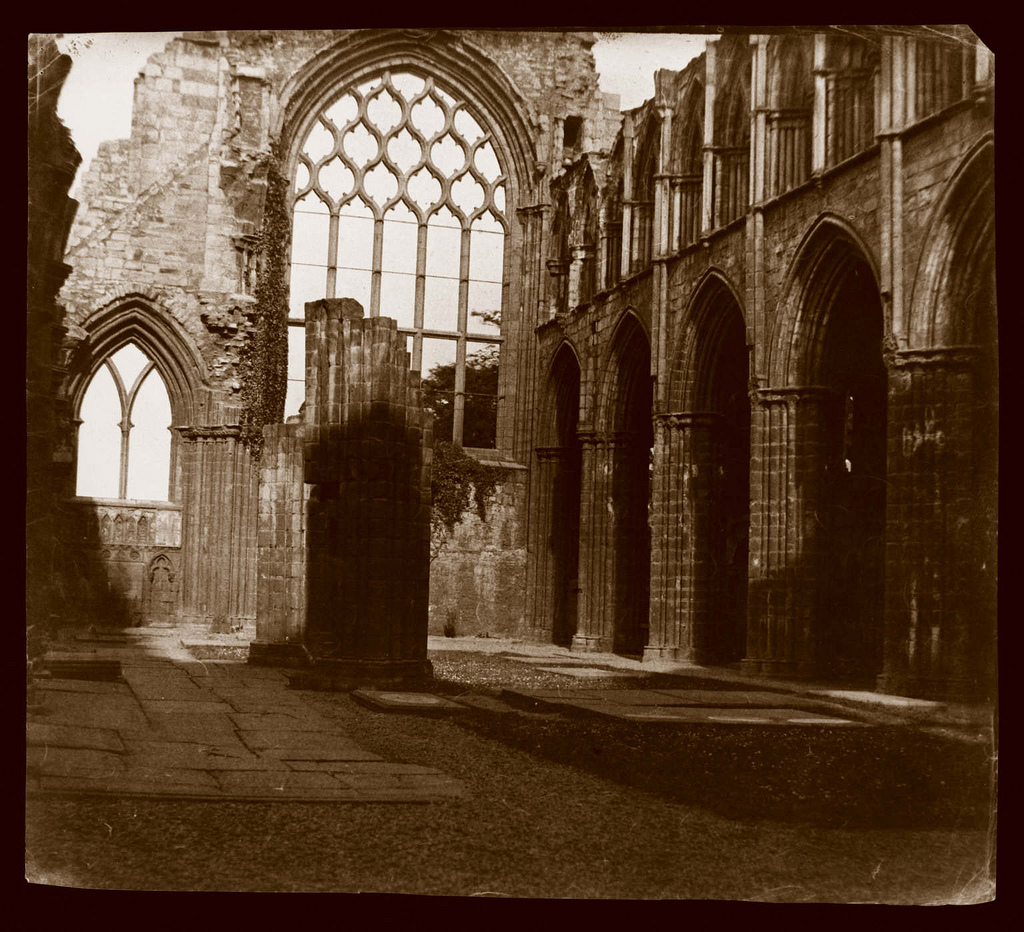
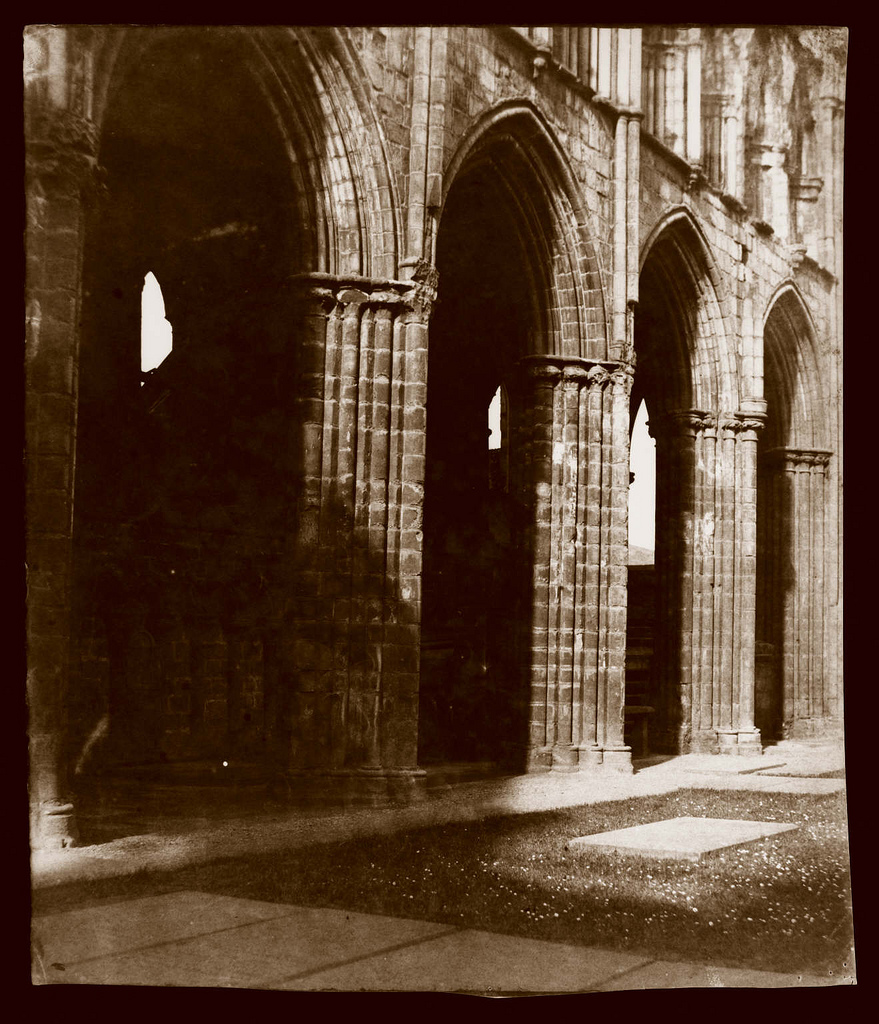
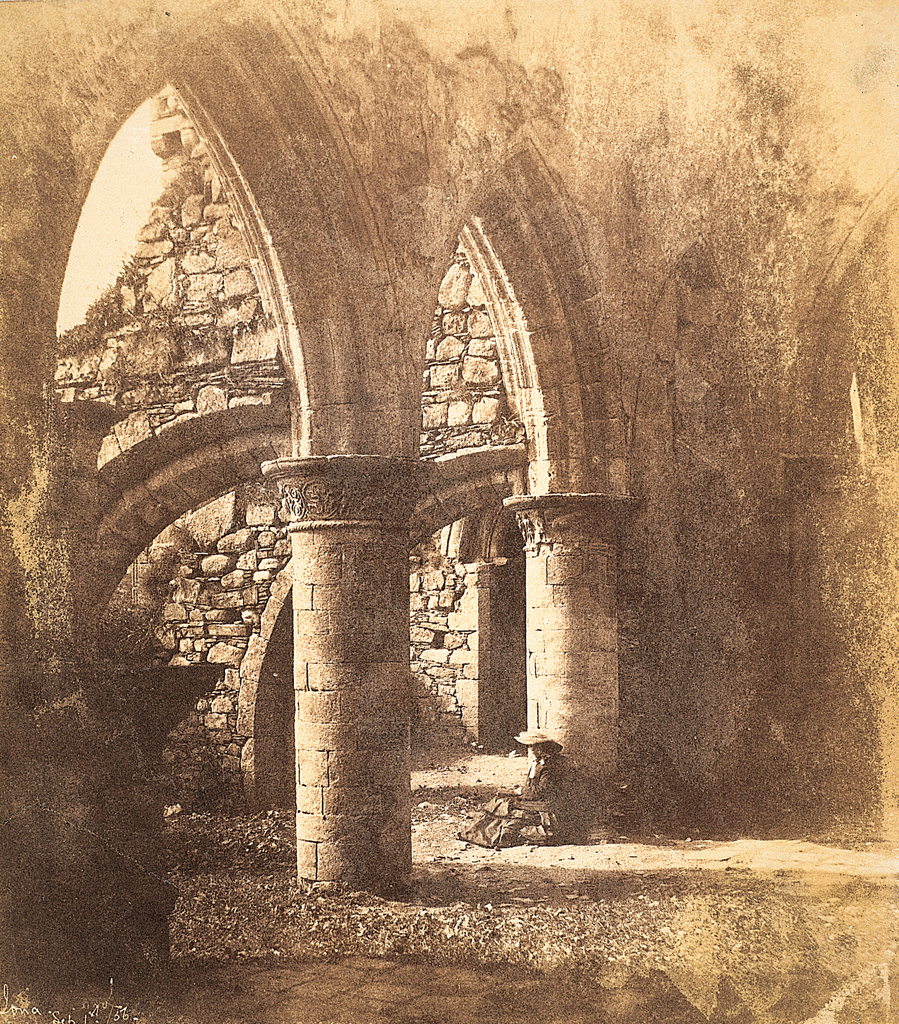
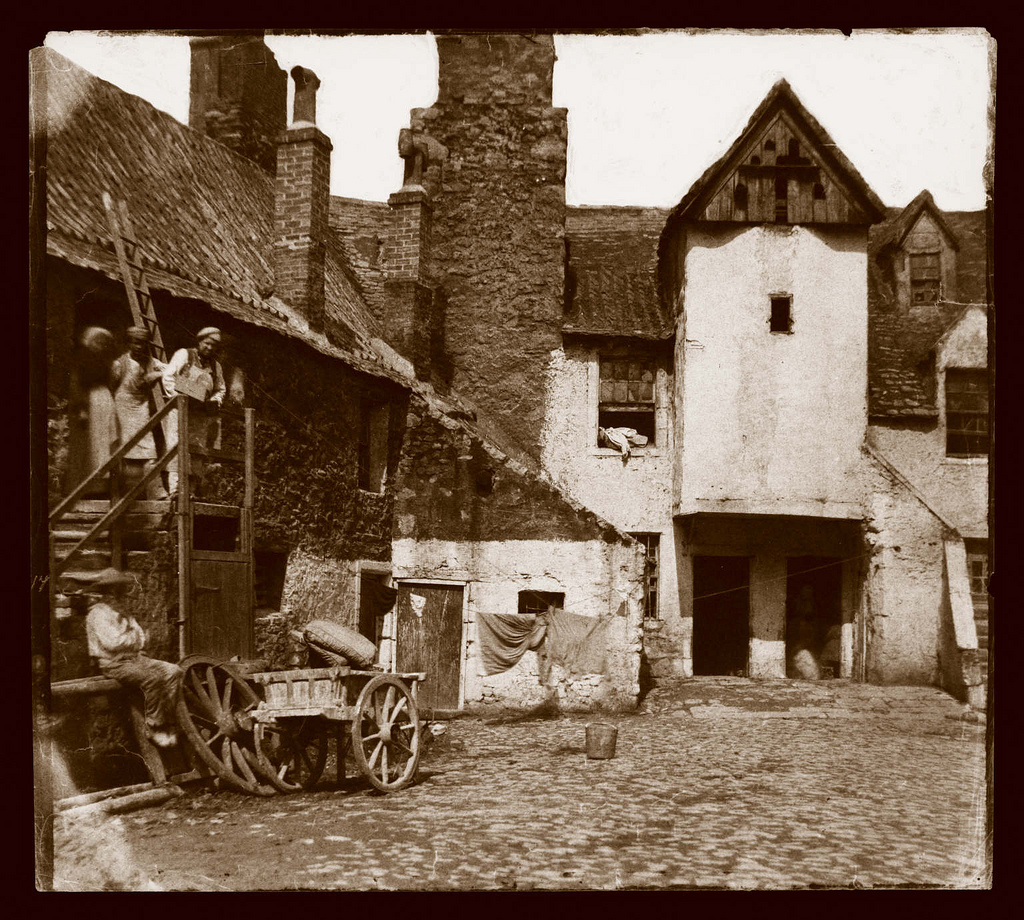